# Granbury (Texas)
Granbury es una ciudad situada en el condado de Hood, Texas, Estados Unidos. Tiene una población estimada, a mediados de 2023, de 12 622 habitantes.
Es la sede del condado. 

## Geografía
La localidad está ubicada en las coordenadas 32°25′58″N 97°46′31″O / 32.43278, -97.77528 (32.432805, -97.775149). Según la Oficina del Censo, tiene una superficie total de 46.65 km², de los cuales 44.62 km² corresponden a tierra firme y 2.03 km² están cubiertos de agua.

## Demografía
Según el censo de 2020, en ese momento había 10 958 personas residiendo en la localidad. La densidad de población era de 245.58 hab./km².
| Raza                   | Núm. | Porc.  |
| ---------------------- | ---- | ------ |
| Blancos                | 9414 | 85.91% |
| Afroamericanos         | 110  | 1.00%  |
| Amerindios             | 87   | 0.79%  |
| Asiáticos              | 196  | 1.79%  |
| Isleños del Pacífico   | 7    | 0.06%  |
| De otras razas         | 305  | 2.78%  |
| De una mezcla de razas | 839  | 7.66%  |

Del total de la población, el 9.75% eran hispanos o latinos de cualquier raza.